# Daniel López (football)
Pour les articles homonymes, voir Daniel López et López.
Daniel López est un footballeur mexicain né le 14 mars 2000. Il évolue au poste d'attaquant au Club Tijuana.

## Palmarès
- Vainqueur du championnat de la CONCACAF en 2017 avec l'équipe du Mexique des moins de 17 ans